# Энциклопедия Львова
«Энциклопедия Львова» (укр. «Енциклопедія Львова») — первое в истории Украины энциклопедическое издание, главным героем которого является город — его история, культура, искусство, наука, религиозная и социально-экономическая жизнь.
Авторами энциклопедии стали более 200 специалистов-львововедов с Украины, из Польши, Франции, Канады, США, среди них — исследователи истории города, специалисты политической, экономической, социальной истории и истории культуры, которые работают в высших учебных заведениях (из них более 50 учёных — преподаватели Львовского национального университета им. Ивана Франко), библиотеках, архивах, музеях, театрах.
Более 2800 страниц и 2500 фотографий (по состоянию на сентябрь 2012 года вышли четыре тома энциклопедии) знакомят читателя с биографиями выдающихся львовян, мэров города, церковных деятелей и деятелей культуры, многих музыкантов и театралов. Отдельные статьи посвящены известным памятникам архитектуры (костёлам, церквям, часовням), улицам и площадям, уникальным экспонатам, которые хранятся в музеях Львова. Также представлены в энциклопедии университеты, институты, библиотеки, театры, музеи, галереи, СМИ, художественные и научные объединения.
Книга вошла в 17 лучших книг «XVII Форума издателей» во Львове 2010 года (III том), 15 лучших книг «XV Форума издателей» во Львове 2008 года (II том) и получила специальную награду Президента «Форума Издателей 2007» (I том).

## Состав энциклопедии
- 1 том (А-Г). 2007 год, 656 страниц, ISBN 966-7007-68-8.
- 2 том (Д-Й). 2008 год, 608 страниц, ISBN 978-966-7007-69-0.
- 3 том (К). 2010 год, 736 страниц, ISBN 978-966-7007-99-7.
- 4 том (Л-М). 2012 год, 816 страниц, ISBN 978-966-7007-23-4.

## Участники проекта
В работе над энциклопедией принимали участие работники:
- Львовского национального университета имени Ивана Франко
- Украинского католического университета
- Львовского областного объединения Всеукраинского общества «Просвита» им. Т.Шевченка
- Украинского института национальной памяти
- Центра исследований освободительного движения
- Львовской национальной музыкальной академии им. Н. Лысенко
- Львовской национальной академии искусств
- Института украиноведения им. И. Крипякевича НАН Украины
- Львовского государственного университета физической культуры
- Института народоведения НАН Украины
- Львовской научной библиотеки им. В. Стефаника НАН Украины
- Научно-технической библиотеки Национального университета «Львовская политехника»
- Львовского исторического музея
- Львовской галереи искусств
- Национального музея им. Андрея Шептицкого
- Музыкально-мемориального музея им. Соломии Крушельницкой

## Рецензии
- ЗІК, 15 вересня 2007 р. В’ячеслав Кириленко увійшов в історію, привітавши у Королівських залах творців «Енциклопедії Львова» (укр.)
- «Львівська Поштa», 7 вересня 2010 р., № 99 (983). Книга, що лікує від комплексів (недоступная ссылка) (укр.)
- «Львівська Газета», 16 вересня 2008 р. Відкритий для світу (укр.)
- «Львівська Газета», 11 вересня 2007 р. Енциклопедія, якої не було
- Радіо МАН, 14 вересня 2007 р. «Енциклопедія Львова» отримала спеціальну відзнаку Форуму видавців (укр.)